# Hyperstrotia hirtipennis
Hyperstrotia hirtipennis là một loài bướm đêm trong họ Noctuidae.